# 青木行兌
青木 行兌（あおき ゆきなお）は江戸時代の武士。

## 概要
行兌は元は丹波国野々村荘原村郷士・高橋利右衛門の次男であった。文久2年（1862年）6月中旬頃に菱屋五郎兵衛宅で青木氏への養子縁組についての話を聞いた。養父・青木中務少録行従は「永々御病気之処、難治御症」であったので他家からの養子を希望した。行従は和気氏から宗岡氏に改姓した外記召使を家業とする青木氏の出身であり、この頃の青木氏本家の当主は青木兵部少永行誠で、この養子縁組の青木氏側の代表であった。高橋家側の代表は庄四郎の実父の従弟・宗助であった。養子縁組の仲介に当たったのは山田広助で、行誠は菱屋五郎兵衛や山田広助と「御心易様子」であったというが、広助の経歴や身分については不明である。7月4日には行誠から宗助に「一度面会したい」と五郎兵衛を通して連絡があったので、五郎兵衛・宗助は同道して行誠宅にて面会し、3人一緒に料理屋で昼食後、五郎兵衛宅にて広助に面会した。同月12日には、青木・高橋両家の間で
- 「青木中務少録殿永々御病気之処、難治御症ニ付、次男庄四郎養子、家督相続之儀、貴公様へ御頼申入候」
- 「右中務少録殿養育料・諸入用御引請被下金三百五拾両ニ御約定申入候」
- 「庄四郎相続前以金三拾両御渡申入」
- 「家督相続願済候節、金百五拾両御渡申入」
- 「同人初官位蒙宣下候節、残金百七拾両御渡申入候」
- 「此上少々不足ニ而も、出金不仕候」

という契約が結ばれた。「中務少録殿養育料・諸入用御引請被下金三百五拾両」を高橋家が負担するという地下官人の養子縁組における金銭の授受についての史料はほとんど現存していないが、別の箇所に「中務少録殿難症病ニ付、株式養子被致度被仰付」や「兵部少丞殿被申候通り、株式諸入用相来金三百五拾両ニ而相談出来事」とかあるように、「株式養子」という用語が使用され、「外記召使」という官職を一種の株と見てそれを売買していることが確認できる。
7月22日には本家の青木行誠が庄四郎の処に来て「本人に一度も会わないで話を進めるの
もいかがなものか」と言うので、高橋家でも尤もな事と承諾して「本人ニも始市面会被下」れた。これで手続上は全て終了し、23日に山田広助が来て、「明日の早朝行誠方に金三拾両を持参するように」と伝えた。24日、行誠の下へ広助が同道して茂兵衛（詳細不明）を使者として金三拾両を持たせて、帰りに受取書を貰ってきた。25日に広助が来て、大外記・押小路師親が「本人に一度も面会しないで養子の件を許可する事は出来ない」と述べていると伝え「そのことは尤もなので、明日月代を剃り袴・羽織を着用して大外記邸に出頭するように。その時に土産として金式百足を持参するように」と指示した。27日には親類書と願書を大外記・図書寮・行誠方に持参した。29日、大外記より、願書に少し意に叶わぬ箇所があると言われ、書き改めて提出した。また8月4日に武家伝奏月番・坊城俊克へも提出した。翌5日、行誠より、家督相続御聞済の書面が送られて、6日に庄四郎家督相続御礼に大外記へ参り、同輩の処にも扇子3本を持って挨拶に行った。同8日、叙位・任官申文（小折紙）を家例・訓付と共に提出した。この時に諱を「行兌」と定め、「兌」の訓は「ナヲ」とした。これらの書類は大外記より武家伝奏へ、伝奏より職事・葉室長順へ送られた。11日に初官位宣下があるはずであったが、孝明天皇4女・理宮様が逝去したため延引になった。下橋敬長編『地下官人家伝』によれば行兌の初官位宣下は8月17日で、従六位下雅楽少丞に叙任された。
なお、和気氏から改姓した外記召使青木氏は改姓に当たって「株式養子」の形式が取られた可能性がある。初代・和気生重（寛永元年（1624年）補召使）の跡は生重の弟・行重が継いだが、その跡を継いだ「真行」、その跡を継いだ「和気行正」は『地下家伝』では先代との関係（「某子」「某子、実養子」等）が記されていない。そして「行正」の跡は上召使青木右衛門少尉宗岡生行孫・宗岡行長が継ぎ、「改和気為宗岡」という。生行は自身が相続した地下官職（召使副使・文殿・外記史生・外記召使・外記内記副使・掃部寮）を子孫に分与した人物であり、和気行正が寛文8年（1668年）に死去した跡を「株式養子」として買い取り、孫の行長に与えた可能性がある。